# Matthias Ogden
Matthias Ogden (geboren am 22. Oktober 1754 in Elizabeth, Province of New Jersey; gestorben am 31. März 1791 ebenda) war ein Militär der Kontinentalarmee während des Amerikanischen Unabhängigkeitskrieges.

## Leben

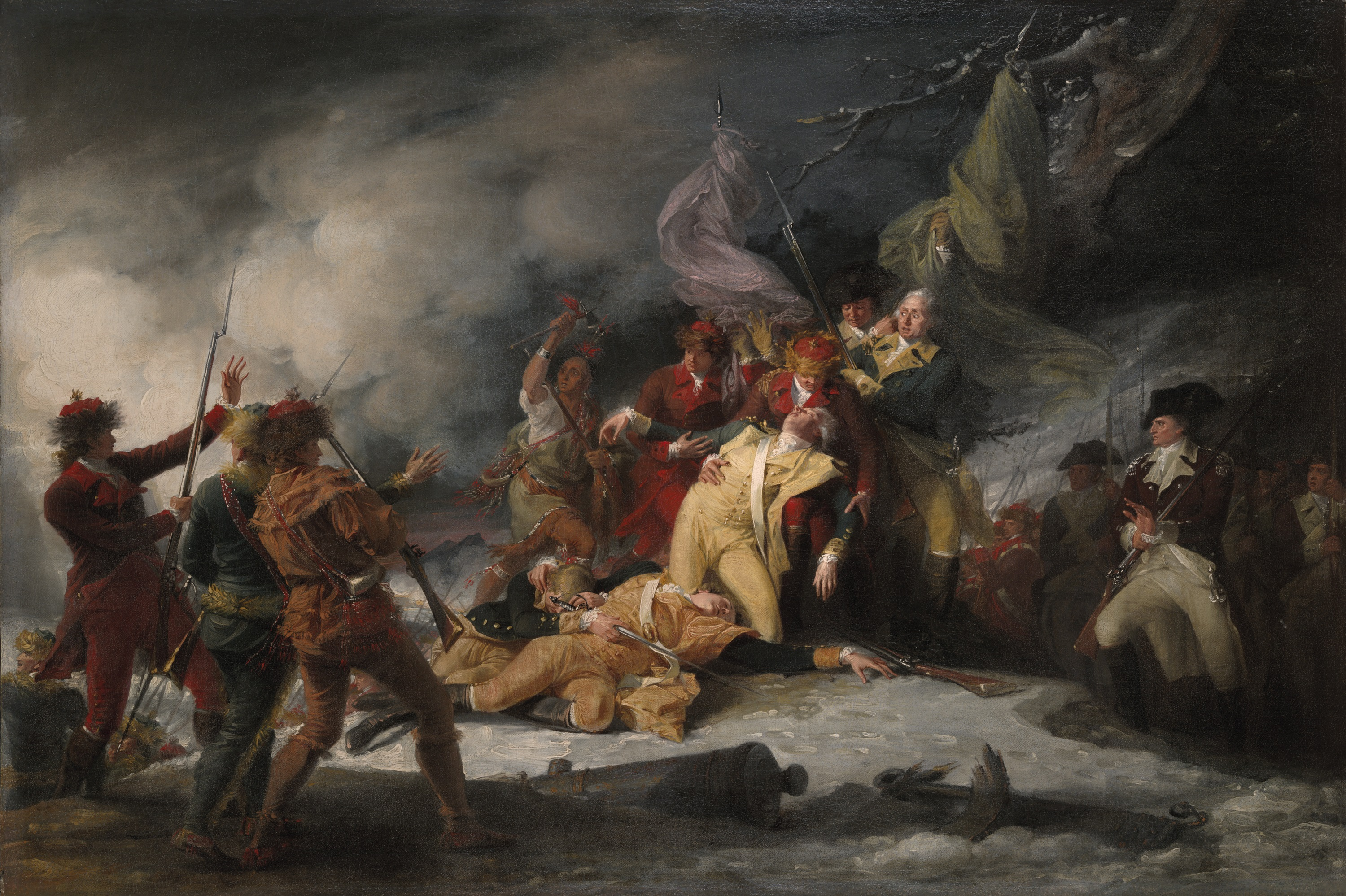
The Death of General Montgomery in the Attack on Quebec, Gemälde von John Trumbull, 1786.
Ogden hält in diesem Bild den sterbenden General Montgomery in den Armen.

Er war der Sohn von Robert Ogden, Mitglied des Unterhauses von New Jersey und Delegierter dieses Staates beim Stamp Act Congress 1765. Sein jüngerer Bruder Aaron Ogden trat ebenfalls in der Revolutionszeit als „Patriot“ hervor.
Matthias Ogden meldete sich schon kurz nach Ausbruch des Unabhängigkeitskriegs mit seinem Jugendfreund Aaron Burr als Freiwilliger zur revolutionären Kontinentalarmee und nahm an der Invasion Kanadas teil: Im September brach er als Mitglied des rund 1100 Soldaten starken Expeditionskorps Benedict Arnolds zu einem Marsch durch Maine zur britischen Festung Québec auf. In der Schlacht von Québec am letzten Tag des Jahres wurde er verwundet. Er ist auf einem der ikonischen Bilder der Amerikanischen Revolution, John Trumbulls The Death of General Montgomery in the Attack on Quebec zu sehen, doch lag er zur Zeit des dargestellten Ereignisses – dem Tod Richard Montgomerys – bereits im Lazarett; Burr, der tatsächlich zugegen war, fehlt hingegen in der Darstellung.
Nach der Rückkehr aus Kanada wurde er im März 1776 zunächst zum Lieutenant Colonel (Oberstleutnant) des 1. Bataillons des Staates New Jersey ernannt, im Januar 1777 dann zum Colonel (Oberst) erhoben und sein Verband zu einem Regiment heraufgestuft. Bis Kriegsende blieb Ogden Kommandeur dieser Einheit. Im November 1780 wurde er in Elizabethtown von den Briten gefangen genommen, im April 1781 jedoch in einem Gefangenenaustausch ausgelöst. Im März 1782 plante er die Gefangennahme des britischen Prinzen William Henry (des späteren Königs William IV.), doch scheiterte dieses Vorhaben. 1783 wurde er vom Kongress vom Dienst freigestellt, um eine Europareise unternehmen zu können; in Paris verlieh ihm König Louis XVI. das prestigeträchtige droit du tabouret. Nach seiner Rückkehr nach Amerika und Kriegsende wurde er vom Kongress rückwirkend zum 30. September 1783 per Brevet zum Brigadier General (Brigadegeneral) erhoben.
1789 wurde Ogden von Gouverneur und Rat von New Jersey zu einem der sechs Wahlmänner des Staats bei der Präsidentschaftswahl bestimmt.